# Кріс Крісті
Крістофер Джеймс «Кріс» Крісті (англ. Christopher James «Chris» Christie; нар. 6 вересня 1962, Ньюарк, Нью-Джерсі) — американський політик, губернатор штату Нью-Джерсі (2010—2018). Член і один з очільників Республіканської партії (голова Асоціації губернаторів-республіканців, англ. Republican Governors Association)

## Біографія
Народився в Ньюарку. З ранньої юності цікавився політикою; у 1984 році закінчив Делаверський університет (бакалавр політології), а в 1987 році — Університет права Сетон-Голл (англ. Seton Hall University School of Law), отримавши ступінь доктора права. У тому ж році влаштувався в юридичну фірму в Кренфорді, займався юридичною практикою до 2002 року.
Підтримував президентів Джорджа Буша-старшого і Джорджа Буша-молодшого. У 2002 році був призначений федеральним прокурором округу Нью-Джерсі. На цій посаді, яку він обіймав до 2008 року, Крісті приділяв особливу увагу розслідуванням політичної корупції, оголосивши це другим за важливістю після тероризму напрямком своєї роботи.
У листопаді 2009 року на виборах губернатора Нью-Джерсі переміг Джона Корзіна, чинного на той момент губернатора. Таким чином Крісті став першим республіканцем, який виграв вибори в цьому штаті за 12 років. 19 січня 2010 року він вступив на пост губернатора. У 2013 році був переобраний на цей пост, отримавши впевнену перемогу над своєю суперницею від Демократичної партії Барбарою Буоно.
З Крісті пов'язаний скандал із перекриттям мосту Джорджа Вашингтона у вересні 2013 року. Оскільки міст є одним із найбільш навантажених у світі, перекриття двох із трьох смуг дороги на кілька днів призвело до багатокілометрових заторів. Розслідування події показало, що це було організовано для помсти меру міста Форт-Лі Марку Соколичу, який відмовився підтримувати Кріса Крісті під час його губернаторської кампанії. Утім, сам губернатор заперечує свою причетність до колапсу, стверджуючи, що ініціатива перекрити міст належала працівникам його апарату, а сам він про це нічого не знав.
Крісті був одним із кандидатів від Республіканської партії на президентських виборах у 2016 році. За кілька років до виборів його шанси вважалися високими, однак згодом популярність Крісті знизилася. На партійних кокусів в Айові він здобув 1,8 % підтримки республіканців; на праймеріз у Нью-Гемпширі — 7,4 %. Показавши настільки низькі результати, 10 лютого 2016 року Крісті оголосив про призупинення своєї президентської кампанії.

## Політика щодо України
12 червня 2023 року відповідаючи на питання під час обговорення на каналі CNN, Крісті висловив сподівання що «якщо Україна буде достатньо агресивною, і ми [США] дамо їм зброю та підтримку, які їм потрібні, то і Україна, і Росія зрозуміють, що настав час припинити вбивства і що, можливо, доведеться знайти якийсь компроміс». Він також додав, що США повинні сприяти цьому компромісу, як тільки Україна зможе захистити території, які Росія захопила під час широкомасштабного вторгнення.
4 серпня 2023 року Крісті здійснив візит в Україну, під час якого відвідав місто Бучу та зустрівся з Володимиром Зеленським.